# Friedrich-Carl Wodarz
Friedrich-Carl Wodarz (* 1. September 1942 in Troppau) ist ein deutscher Politiker (SPD).

## Leben
Seit 1971 ist Wodarz Mitglied der SPD und ab 1974 Mitglied der Stadtverordnetenversammlung von Bad Oldesloe. Er arbeitet in fast allen Ausschüssen und Magistrat mit und führt den Vorsitz des Sozial- und Kulturausschusses. Wodarz ist seit 1985 Fraktionsvorsitzender und als 1. Stadtrat Stellvertreter des Bürgermeisters.
Wodarz ist Mitglied im NABU.
Von 1996 (14. Wahlperiode) bis 2005 (15. Wahlperiode) war er Abgeordneter des Landtages von Schleswig-Holstein für den Wahlkreis Stormarn-Nord und arbeitete dort in den Arbeitskreisen Ländliche Räume, Landwirtschaft, Ernährung und Tourismus sowie Umwelt, Energie und Landesplanung.

## Ehrungen
Im Januar 2008 erhielt Wodarz das Bundesverdienstkreuz am Bande.